# 日本海大海戦
『日本海大海戦』（にほんかいだいかいせん）は、1969年（昭和44年）に東宝が製作した日本の戦争映画。カラー、シネマスコープ。「東宝8.15シリーズ」の第3作。監督は丸山誠治、主演は三船敏郎。
同時上映は『コント55号 人類の大弱点』。

## 概要
本作品は「東宝8.15シリーズ」の前2作と異なり、日露戦争を題材としている。日露戦争開戦から、乃木希典による旅順攻略、日本海海戦における東郷平八郎率いる連合艦隊がバルチック艦隊を撃破するまでを描く。日本海海戦を描いた作品としては新東宝の『明治天皇と日露大戦争』（1957年）があるが、同作品では短時間の描写であったため、本格的に描いたのは本作品が初とされる。

## あらすじ
義和団の乱の後、出兵したイギリス、アメリカ、フランス、ドイツ、日本、イタリア、オーストリアの各国は兵を引き揚げたが、ロシアだけは満州に5万の兵を留め、さらに増強していた。日本の再三再四の抗議も成果がなく、ついに交渉は途絶した。1904年1月12日、宮中の御前会議で日露開戦に傾いたことを受け、明治天皇は「国交断絶は両国の不幸である」とロシア皇帝に直接電報を打つ旨を述べたが、ロシア政府からの返事は無かった。
海軍大臣・山本権兵衛は海軍の即時行動を伊藤博文に進言した。2月5日、ロシアとの国交は断絶し、連合艦隊司令長官・東郷平八郎はバルト海より来るバルチック艦隊との対決に備え、旅順の攻略に取りかかった。

## キャスト
参照
- 東郷平八郎海軍大将・連合艦隊司令長官 - 三船敏郎
- 広瀬武夫海軍少佐 - 加山雄三
- 明石元二郎陸軍大佐 - 仲代達矢
- 前山三吉陸軍一等卒 - 黒沢年男
- 杉野孫七海軍上等兵曹 - 小鹿敦
- 藤本海軍軍医中尉 - 東山敬司
- 松井菊勇海軍大尉・笠置砲術長 - 久保明
- 安保清種海軍少佐・三笠砲術長[1][注釈 3] - 佐藤允
- 上村彦之丞海軍中将・第二艦隊司令長官 - 藤田進
- 津野田是重陸軍大尉・第三軍参謀 - 平田昭彦
- 秋山真之海軍中佐・連合艦隊司令部参謀 - 土屋嘉男
- 山岡熊治陸軍少佐・第三軍参謀 - 船戸順
- 丸橋彦三郎海軍少佐・信濃丸副長 - 佐原健二
- 伊地知彦次郎海軍大佐・三笠艦長 - 田島義文
- 栗野慎一郎駐ロシア公使 - 小泉博
- 橋口島司・宮古島 - 田崎潤
- 伊藤博文 - 柳永二郎
- 加藤友三郎海軍大佐・連合艦隊参謀長 - 加藤武
- 須地源次郎陸軍中佐・近衛後備歩兵第一連隊長 - 安部徹
- 戸塚環・佐世保海軍病院院長 - 清水将夫
- 成川揆海軍大佐・信濃丸艦長 - 清水元
- 片岡七郎海軍中将・第三艦隊司令長官 - 北竜二
- 伊地知幸介陸軍少将・第三軍参謀長 - 森幹太
- 永田泰次郎海軍少佐・連合艦隊副官 - 高橋俊行
- 三笠の参謀[14] - 中島春雄[注釈 4]
- 松・宮古島[1]（若者松[13]） - 松山省二
- 井上馨 - 龍岡晋
- 九鬼隆一枢密顧問官 - 佐々木孝丸
- 山本信次郎海軍大尉・三笠分隊長 - 児玉清
- 島村速雄参謀長[13] - 稲葉義男
- 山縣有朋 - 三津田健
- 狩場海軍中佐[要出典] - 小瀬格
- 第一艦隊参謀[要出典] - 向井淳一郎
- 第一艦隊参謀[要出典] - 草川直也
- 山形陸軍少佐 - 荒木保夫
- 早船の漁夫[要出典] - 佐田豊
- 常陸丸の士官[要出典] - 岩本弘司
- 早船の若者[要出典] - 小川安三
- 宮古島の漁夫[要出典] - 鈴木和夫
- 砲術兵[要出典] - 当銀長太郎
- 塚本中尉[要出典] - 久野征四郎
- 砲術兵[要出典] - 大沢健三郎
- 三笠の士官[要出典] - 越後憲三
- 白襷隊指揮官[要出典] - 岡豊
- 松の妻[要出典] - 矢野陽子
- 菓子屋の老婆[要出典] - 本間文子
- シュリアクス[要出典] - テッド・ガンサー
- 情報提供者[要出典] - ヤコブ・ジャピロ
- ジョン・キャンベル[1] - ハロルド・コンウェイ
- 将校[要出典] - オスマン・ユセフ
- ネボガトフ司令官 - ピーター・ウィリアムス
- ロジェストヴェンスキー司令長官 - アンドリュー・ヒューズ
- スタルク中将[13] - W・ジェンケル
- スウォーロフ艦長[13] - A・スターク
- 山本権兵衛海軍大臣[1] - 辰巳柳太郎
- 東郷てつ - 草笛光子
- 乃木希典陸軍大将・第三軍司令官 - 笠智衆
- 明治天皇 - 松本幸四郎
- ナレーター - 城達也[1][注釈 4]

## スタッフ
参照
- 製作：田中友幸
- 監督：丸山誠治
- 特技監督：円谷英二
- 脚本：八住利雄
- 撮影：村井博
- 美術：北猛夫
- 録音：吉岡昇
- 照明：高島利雄
- 音楽：佐藤勝
- 整音：下永尚
- 監督助手：石田勝心
- 編集：黒岩義民
- 音響効果：金山実
- 現像：東京現像所
- 製作担当者：古賀祥一
- スチール[2]：山崎淳
- 特殊技術
  - 撮影：富岡素敬、真野田陽一
  - 光学撮影：徳政義行
  - 美術：井上泰幸
  - 照明：原文良
  - 操演：中代文雄
  - 合成：向山宏
  - 監督助手：中野昭慶
  - スチール：田中一清
- 模型電飾：高木明法[要出典]
- 協力：三笠保存会

## 撮影
戦艦三笠の本編撮影は、三笠公園に記念館として現存する実際の三笠にて行われた。三笠保存会の全面協力により、大砲の溶接部分を剥がして可動させている。
203高地での突撃する陸軍兵士は陸上自衛隊員が演じた。

### 特撮
本作品は、円谷英二が実質的に特技監督として参加した最後の映画作品となった。当初は70mmフィルムでの制作が予定されていた。絵コンテは、円谷自身が描いたものではなく、美術の井上泰幸が用意していたものを用いたという。
艦船のミニチュアは美術スタッフ60人を動員して107隻が用意された。敵前大回頭をプールにて撮影するため、従来の艦船ミニチュアよりも小型の3メートル大のものが多く造られた。また、戦艦三笠のミニチュアは13メートルにおよぶ巨大なものが造られた。
海戦シーンでは、日露戦争当時では太平洋戦争当時よりも砲弾の威力が弱いことを考慮し、フロンガスによって水柱を表現している。また、煙突から排出する煙には黒煙が多く出るよう火薬を配合しており、古い燃焼機関の雰囲気を再現している。俯瞰用のミニチュアでは、線香の煙を用いている。
戦艦が沈没するシーンでは、泳いで逃げる乗組員を大プールで撮影し、その奥にミニチュアで撮影した戦艦を合成している。合成を担当した川北紘一は、人物のシルエットまでマスクを取って本編と特撮の一体感をもたせた合成を行っており、当時としては画期的な描写であったと述懐している。
2015年には、本作品で使用された6メートル大の三笠のミニチュアが発見され、熊本市現代美術館にて開催されたイベント「館長 庵野秀明 特撮博物館 ミニチュアで見る昭和平成の技」で展示された。その後、2016年から2020年にかけて文化庁メディア芸術アーカイブ推進支援事業としてこのミニチュアの修復が行われ、2020年より須賀川特撮アーカイブセンターに展示されている。

## 映像ソフト
- DVD
  - 2001年6月21日に初回版が発売された[23]。
  - 2007年12月21日に廉価版が発売された[24]。
  - 2013年8月2日に期間限定プライス版が発売された[25]。
  - 2015年5月20日に東宝DVD名作セレクション版が発売された[26]。
- Blu-ray Disc
  - 2025年2月19日に発売された[27]。